# Hsp90

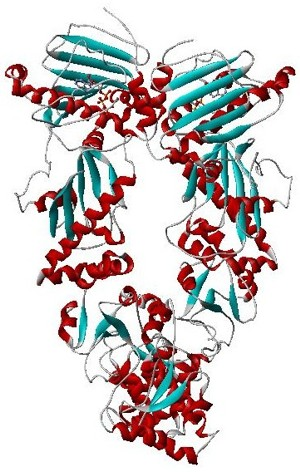
Białko Hsp90, domena N-końcowa

Hsp90 (z ang. heat shock protein 90) – białko z rodziny białek szoku cieplnego, należące do białek chaperonowych (opiekuńczych).
Hsp90 występuje u eubakterii i wszystkich eukariontów, ale wydaje się być nieobecne w komórkach archeowców. Cytoplazmatyczne Hsp90 jest niezbędne do prawidłowego funkcjonowania komórek eukariontów w każdej sytuacji, natomiast u bakterii produkt białkowy bakteryjnego homologu genu HtpG jest zbędny w warunkach innych niż szok cieplny. Na poziomie molekularnym białko Hsp90 odpowiada za pomoc w zwijaniu innych białek, m.in. stąd wynika jego ochronna rola polegająca na stabilizacji białek w czasie szoku cieplnego. Hsp90 oddziałuje z ponad 10% białek, wliczając w to białka związane z procesem nowotworzenia np. białkiem p53. W związku z tym, inhibitory białka Hsp90, takie jak geldanamycyna i jej analogii, są intensywnie badane jako leki przeciwnowotworowe.
Białka szoku cieplnego, wliczając w to Hsp90, są jednymi z najintensywniej produkowanych białek (ok. 1–2% wszystkich białek; dodatkowo w warunkach stresu, gdy ulegają intensywnej produkcji, ich ilość może wynosić 4–6%). Ponadto, białka te są wysoko konserwowane ewolucyjnie (60% identyczności sekwencyjnej między drożdżowym i ludzkim Hsp90α).

## Izoformy
U ssaków, obecne są przynajmniej dwa geny kodujące cytoplazmatyczne formy białka Hsp90 (identyczność na poziomie sekwencji dla Hsp90α i Hsp90β wynosi 85%). Obie formy powstały najprawdopodobniej w wyniku duplikacji genów wiele milionów lat temu.
W sumie u ludzi jest 5 funkcjonalnych genów kodujących następujące izoformy:
| rodzina | lokalizacja                | podrodzina                                  | gen      | białko                           |
| ------- | -------------------------- | ------------------------------------------- | -------- | -------------------------------- |
| HSP90A  | cytoplazma                 | HSP90AA (Forma indukowalna)                 | HSP90AA1 | Hsp90-α1                         |
| HSP90A  | cytoplazma                 | HSP90AA (Forma indukowalna)                 | HSP90AA2 | Hsp90-α2                         |
| HSP90A  | cytoplazma                 | HSP90AB (Forma ulegająca ciągłej ekspresji) | HSP90AB1 | Hsp90-β                          |
| HSP90B  | retikulum endoplazmatyczne |                                             | HSP90B1  | Endoplasmina GRP-94              |
| TRAP    | mitochondrium              |                                             | TRAP1    | białko związane z receptorem TNF |

Ponadto, istnieje 12 pseudogenów Hsp90 - genów, które nie ulegają ekspresji. Dodatkowo, wykryto trzeci wariant cytoplazmatyczny Hsp90N (pozbawiony domeny wiążącej ATP). Jednak, po bardziej szczegółowej analizie okazało się, że izoforma ta nie istnieje i jest artefaktem klonowania.